# Mite Kremnitz
Mite Kremnitz (n. 4 ianuarie 1852, Greifswald, Regatul Prusiei – d. 18 iulie 1916, Berlin, Imperiul German), născută Marie Charlotte von Bardeleben (pseudonime George Allan, Ditto and Idem), a fost o scriitoare și traducătoare germană, care a locuit în România. Este eroina romanului biografic al lui Eugen Lovinescu, Mite. A fost căsătorită cu doctorul Wilhelm Kremnitz, medic al familiei regale române, și cumnat al lui Titu Maiorescu.

## Biografie
Marie Charlotte von Bardeleben s-a născut pe 4 ianuarie 1852 în orașul Greifswald din Pomerania Inferioară. Tatăl său, 
Adolf Carl Heinrich von Bardeleben⁠(de)[traduceți] (1819 – 1895), era profesor de chirurgie la Universitatea din Greifswald, iar bunicul patern, Heinrich von Bardeleben, era cunoscut pentru câteva romane pe care le publicase. Mama sa, Augusta von Zumpt, era fiica marelui filolog și gramatician latinist  Karl Gottlob von Zumpt⁠(de)[traduceți]. Soții Bardeleben au mai avut o fiică, Thea, născută la 23 august 1855.
Marie Charlotte, care prefera să fie numită Mite, a urmat studii de literatură, filozofie, pictură și canto, întâi la Greifswald, apoi la Berlin, unde familia s-a mutat în 1868, și ulterior în Anglia.
În 1868 Adolf Carl Heinrich von Bardeleben este numit professor de chirurgie la Universitatea din Berlin și șef al clinicii de chirugie la celebrul spital Spitalul Charité⁠(de)[traduceți]. Mutarea la Berlin a fost un prilej pentru a relua legăturile cu familia cumnaților săi Georg Bernhard Alexander Kremnitz, consilier de justiție, și Therese Ulrike Henriette, născută Zumpt, sora Augustei von Zumpt. Titu Maiorescu a fost o vreme profesorul de limba franceză al celor patru copii ai familiei Kremnitz: Clara, Helene Sophie Pauline, născută pe 6 martie 1844 la Stettin, în Pomerania, Herman și Wilhelm Bernhard, născut pe 28 mai 1842 la Stettin, cel care mai târziu va fi studentul preferat al profesorului von Bardeleben.
În 1868 Augusta von Bardeleben moare, iar profesorul von Bardeleben se recăsătorește, după numai câteva luni, cu nepoata sa Helene Kremnitz, cu 25 de ani mai tânără. Moartea mamei sale și căsătoria tatălui cu verișoara ei sunt la originea contradicțiilor ulterioare între Mite și membrii familiei Kremnitz.[A]
Pe 15 octombrie 1872, la 20 de ani, Mite se căsătorește cu Wilhelm Kremnitz. La invitația lui Titu Maiorescu, deja căsătorit cu Clara Kremnitz, cuplul face în 1873 o vizita în România, la Iași, iar în ianuarie 1875 cei doi se stabilesc la București.

### În România
Wilhelm și Mite Kremnitz reușesc o integrare perfectă în societatea românească. Wilhelm Kremnitz își deschide un cabinet medical, devine medic secundar și apoi, din 1889, medic primar la Spitalul Brâncovenesc. În cursul Războiului de Independență doctorul Kremnitz coordoneză un spital militar instalat în Gara Cotroceni. Devine din ce în ce mai cunoscut și ajunge medic al familiei regale a României, urmând calea mentorului și socrului său care era foarte apreciat de Kaiserul Wilhelm I și care a fost medicul împăratului Frederic al III-lea al Germaniei, un alt membru al casei de Hohenzollern.
Legăturile familiale cu Maiorescu, apropierea de familia regală, Mite Kremnitz fiind doamnă de companie a reginei Elisabeta, și talentul literar al Mitei le-au facilitat intrarea în lumea intelectuală a Bucureștiului. Mite Kremnitz a participat la reuniunile literare ale Junimii unde i-a cunoscut pe Eminescu, Iacob Negruzzi, Ion Slavici, Nicolae Gane, Theodor Rosetti și Petre Carp.
Wilhelm și Mite Kremnitz au avut doi fii: Georg-Titus, născut la 15 septembrie 1876 la București, și Emanuel (Manoli), născut în 7 octombrie 1885 la Peleș.
Wilhelm Kremnitz moare la 31 iulie 1897 la Peleș datorită unei crize cardiace în timp ce-l îngrijea pe prințul moștenitor Ferdinand bolnav de tifos exantematic. În semn de recunoștință a fost înmormântat pe domeniul regal, pe partea Bucegilor dinspre șoseaua Sinaia – Poiana Țapului, în apropiere de cascada Urlătoarea. Recent, mormântul a fost mutat în parcul localității.

### Reîntoarcerea la Berlin
Deși viața în România îi era asigurată, având o rentă anuală acordată de regele Carol I, după moartea soțului ei Mite Kremnitz preferă să se întoarcă la Berlin considerând că posibilitățile de a acorda o bună educație fiilor săi sunt mai favorabile în Imperiul German. Georg-Titus a urmat o școală de ofițeri și a devenit ofițer de carieră iar Emanuel a urmat studii medicale, fiind totodată atras de literatură. El a colaborat, între altele, la revista satirică germană Simplicissimus și a publicat un volum de pasteluri. A decedat la 45 de ani în urma unui accident de automobil.
Deși era mistuită de dorul de România, păstrând contacte strânse cu reprezentanți ai comunității române din Berlin, rezidenți sau doar în trecere, și având o corespondență sustinuță cu personalități din România, Mite Kremnitz revine pentru o scurtă periodă doar în anul 1912.
„Totuși, fiul meu Manoli și eu visăm zi și noapte „țara” noastră, dorul, mai tare decât o simplă nostalgie, ne devora. Și dacă v-aș trimite poeziile fiului meu închinate „patriei sale”, țara sa de naștere, ați găsi în ele tonurile armonioase ale Carpaților. Noi suntem aici ca niște exilați și murim cu binecuvântarea pe buze pentru țara în care fericirea noastră a fost înmormântată.”— Torouțiu, 1932, p. 304
„Inimile sunt mai calde în România, se găsește timp pentru a te gândi la alții; la Berlin fiecare are timp și inimă numai pentru el însuși.”— Scrisoare către Nicolae Gane din 1 aprilie 1904 - Torouțiu, 1932, p. 311
„Existența este așa de monotonă și ștearsă, numai mizerie și griji [...]. Mă căznesc să le uit, scufundându-mă în vremile trecute scriindu-vă; îmi închipui că sunt exilată pe câtva timp [...]. Nu puteți să vă închipuiți „dorul” care mă roade, parcă ar fi o boală ce nu se poate vindeca.”— Torouțiu, 1932, p. 315
Bolnavă, Mite Kremnitz s-a stins din viață la data de 18 iulie 1916. A fost înmormântată la Berlin, mormântul fiind însă distrus în cursul bombardamentelor din cel de-al Doilea Război Mondial.
Indirect însă, legăturile Mitei Kremnitz cu România vor fi reluate în decursul Primului Război Mondial. Cei doi fii sunt înrolați în Armata Imperială și intră în România cu trupele de ocupație ale Puterilor Centrale, acțiunile lor balansând între datoria de militar al armatei prusace și dorinta de a fi de folos culturii române și României în general. Georg-Titus Kremnitz, ofițer al Statului Major al armatei germane, a făcut parte din delegația care i-a propus lui Titu Maiorescu să formeze un guvern antidinastic, de ocupație, propunere declinată de acesta. Pe de altă parte, el a permis recuperarea manuscriselor Fondului de Slavistică al Bibliotecii Academiei, documente rechiziționate de armata bulgară și în curs de a fi transportate peste Dunăre. Căpitanul Emanuel Kremnitz, deși a fost un timp șeful cenzurii, este cel care a salvat, în 1916, arhiva lui B. P. Hasdeu de la Câmpina.

## Activitatea literară
Mite Kremnitz a tradus poeziile lui Eminescu Dorința, Peste vârfuri în limba germană, a publicat o culegere de basme românești, iar din germană a tradus poeme și proze ale reginei Carmen Sylva. A scris piese de teatru și romane împreună cu Carmen Sylva pe care le-au semnat cu pseudonimul Ditto und Idem. De altfel, a fost și doamnă la curtea reginei Elisabeta de Neuwied. A colaborat cu regele Carol I al României la redactarea Memoriilor acestuia.
Arhiva Mite Kremnitz, conținând documentele ce au putut fi salvate din locuința din Berlin, bombardată în cel de-al Doilea Război mondial, a fost donată Bibliotecii Centrale Universitare „Lucian Blaga” din Cluj-Napoca de către Georg Kremnitz, strănepotul Mitei Kremnitz, profesor la Institutul de Romanistică al Universității din Viena. Filologul clujean Octavian Șchiau, cu ajutorul căruia a fost realizată această donație, a publicat câteva studii referitoare la documentele ce constituie acum „Fondul Mite Kremnitz”. Printre aceste documente se găsește și faimosul album roșu, cadoul făcut de Eminescu Mitei cu ocazia aniversării acesteia din 1879.[B]

## Mite Kremnitz și Eminescu
Mite Kremnitz îl cunoaște pe Eminescu care venise la București ca redactor la ziarul Timpul. Pentru că poetul se confrunta cu  mari dificultăți materiale, Mite Kremnitz, dorind să îl ajute cumva, lua lecții particulare de română de la el. Mihai Eminescu era deja un cunoscut al familiei Kremnitz, fiind invitat în fiecare an să își petreacă sărbătorile de Crăciun aici.
„La câteva zile după Anul nou, la 4 ianuarie 1879, de ziua Mitei, Eminescu sosi cu un album legat în piele roșie și care cuprindea o singură poezie: Cu mâne zilele-ți adaogi (...) În iarna lui 1878 și în primăvara lui 1879, substituirea Veronicăi, din ce în ce mai îndepărtată, s-a produs tot mai accentuat. La câteva zile după o scenă de dragoste foarte scurtă și, dacă e să credem cuvintele eroinei, foarte livrescă (deoarece, după îmbrățișarea survenită în cursul unei lecturi, Eminescu, foarte emoționat, ar fi căutat într-un volum din Dante, aflat la îndemână, și ar fi citit partenerei sale uimite, scena sărutului dintre frumoasa Francesca da Rimini și Paolo Malatesta din celebrul Cânt V), poetul s-a înfățișat femeii care îl vrăjise o clipă până la uitare de sine, aducându-i drept prinos al admirației sale poezia Atât de fragedă..., concepută și lucrată tot la Iași și, desigur, pentru Veronica. ”— Zoe Dumitrescu Bușulenga, 2009
Atitudinea poetului trădează faptul că el nu iubea o femeie reală, ci imaginea ideală a feminității pe care o proiectase liric.

## Opera

### Traduceri
- Rumanische Märchen (Basme românești), Leipzig, 1882
- Carmen Sylva. Rumänische Dichtungen (Poeme românești), deutsch von Carmen Sylva, hrsg. und mit weiteren Beiträgen versehen von Mite Kremnitz, 1. Auflage, Kröner, Leipzig, 1881; traduceri în colaborare cu Carmen Sylva) din opera lui Vasile Alecsandri, Mihai Eminescu, Iacob Negruzzi, Dimitrie Bolintineanu, Th. Șerbănescu, etc.
- Carmen Sylva. Rumänische Dichtungen, deutsch / von Carmen Sylva; hrsg. und mit Weiteren Beiträgen versehen von Mite Kremnitz. 2-e Aufl. Bonn: Verlag von Emil Strauss
- Neue rumänische Skizzen (Noi schițe românești), 1881

### Lucrări cu caracter istoric, biografii, memorialistică
- Rumäniens Anteil am Kriege 1877-78 (Participarea României la războiul din 1877-1878), Leipzig și Bonn, 1882
- König Karol von Rumänien. Ein Lebensbild (Regele Carol de Romania. O biografie), biografie, 1903

- Regele Carol al Romaniei, reeditare, Editura „Porțile Orientului”, Iași, 1995, ISBN 9739645739, 160 pagini

- Carmen Sylva. Eine Biographie (Carmen Sylva. O biografie), Haberland Verlag, Leipzig, 1903
- Maria, Fürstin Mutter zu Wied, Prinzessin zu Nassau. Ein Lebensbild (Maria, mama Prințesei de Wied, Prințesă de Nassau. O biografie), E. Haberland, Leipzig, 1904; biografia Mariei de Wied, Prințesă de Nassau (29 ianuarie 1825 – 24 martie 1902), mama reginei Elisabeta.
- Flüchtige Erinnerungen an M. Eminescu, Bukarest, 1893

### Nuvele, romane
- George Allan, Fluch der Liebe (Blestemul iubirii), cinci nuvele, Friedrich Verlag, Leipzig, 1881
- Dito und Idem, Aus der rumänischen Gesellschaft (Din societatea românească), două romane, Kröner, Leipzig și Bonn, 1882
- Ein Fürstenkind (Un copil princiar), roman, Friedrich Verlag, Leipzig, 1883
- Dito und Idem, Anna Boleyn, dramă istorică, Strauss, Bonn, 1886 (germ. scris în colaborare cu Carmen Sylva)
- Dito und Idem, Astra, roman epistolar, Strauss, Bonn, 1886 (germ. scris în colaborare cu Carmen Sylva)

- Astra, reeditare, Editura Humanitas, București, 2011, ISBN 9789735033514, 236 pagini

- Dito und Idem, Feldpost (Poșta militară), roman epistolar, Strauss, Bonn, 1886 (gem. scris în colaborare cu Carmen Sylva)
- Dito und Idem, In der Irre (La voia întâmplării), povestiri, Strauss, Bonn, 1888 ( scris în colaborare cu Carmen Sylva)
- Dito und Idem, Rache und andere Novellen (Răzbunare și alte povestiri), Strauss, Bonn, 1889 (gem. scris în colaborare cu Carmen Sylva)
- Ausgewanderte (Emigranta), Kröner, Leipzig; 1890; Strauss, Bonn, 1890
- Elina. Zwischen Kirche und Pastorat (Între Biserică și pastorat), roman, Schottlaender Verlag, 1894
- Sein Brief (Scrisorile ei), povestire, Schottlaender Verlag, 1896
- Herr Baby. Eine Kindergeschichte (Domnul Baby. Povestea unui copil), Schottlaender Verlag, 1901
- Mann und Weib (Bărbat și femeie), povestire, Schottlaender Verlag, 1902
- Am Hofe der Ragusa (La curtea din Ragusa), roman, Schottlaender Verlag, 1902
- Fatum (Destin), povestire, Schottlaender Verlag, 1903
- Mutterrecht (Matriarhatul), povestiri, Schlesische Verlagsanstalt, 1906
- Eine Hilflose (O femeie fără ajutor), roman, Concordia Verlag, Berlin, 1906
- Was die Welt schuldig nennt, Concordia Verlag, Berlin, 1907
- Der rote Streif. Eine Liebesgeschichte (Dunga roșie. O poveste de dragoste), Vita Deutsches Verlagshaus, 1908
- Ist das - das Leben? (Asta este viața?), roman, Kronen-Verlag, 1909
- Die Getäuschten (Decepționata), roman, Concordia, Berlin, 1909
- Elina und andere Novellen. Deutsche Volkskultur, Berlin, 1910
- Laut Testament (În conformitate cu un testament), roman, Vita Deutsches Verlagshaus, 1911
- Tönendes Erz, comedie în patru acte, Concordia Verlag, Berlin, 1912
- Das Geheimnis der Weiche (Secretul porții), povestiri, Morawe & Scheffelt Verlag, 1913
- Mutter Unbekannt (Mama necunoscută), roman autobiografic (postum), Druck und Verlag von Philipp Reclam, 1917